# Лафито, Жозеф-Франсуа
Жозе́ф-Франсуа́ Лафито́ (фр. Joseph-François Lafitau, 1681 — 3 июля 1746) — французский иезуит, основатель сравнительной антропологии.
Лафито принадлежит заслуга открытия женьшеня для Европы (1718).
В качестве миссионера он прожил пять лет среди ирокезов и гуронов Канады и в результате внимательного наблюдения над всеми сторонами их жизни пришел к убеждению, что их культурный уровень совсем не был столь низким, как полагали повсюду в Европе. Автору бросилось в глаза сходство многих его наблюдений с тем, что, начиная с Геродота, рассказывалось о варварах Фракии и Малой Азии, как и вообще о древних нравах и с тем, что было написано в Библии. Основываясь на непосредственном наблюдении над первобытными народами Америки, он предпринял попытку сравнить их религиозные представления, нравы и институты с сообщениями античных авторов о естественном состоянии народов Греции и Малой Азии древнейшего периода.
Результатом стала большая работа «Нравы диких племен Америки в сравнении с нравами первобытной эпохи» («Moeurs Sauvages Amériquains comparées aux moeurs des premiers temps», 1724). Лафито был, возможно, первым, кто открыл широкое распространение матриархата, названное им гинекократией (фр. ginécocratie), во всех известных частях света, вплоть до Африки.
Но еще бо́льшую службу сослужил часто использовавшийся труд Лафито возникавшим потребностям века в точном знании человечества, каким оно когда-то было в своей природе, во внутреннем соприкосновении с ней. Лафито не рисовал, как впоследствии Руссо, потерянный рай — для этого он был слишком трезв и объективен. Но благодаря ему естественный человек возвысился, приобретя уважение и предстал обладателем своеобразных добродетелей, ослабленных в результате гуманизации Европы. И именно он указал на то, что страсть к сравнению характеров народов и человеческих институтов друг с другом должна перейти из примитивной стадии неупорядоченных умственных озарений к накоплению большого эмпирического материала. Так книга иезуита послужила и истории Просвещения, и грядущему историзму.
Гердер ценил эту книгу и характеризовал её как «компендиум этики и поэтики дикарей».